# Wilhelm Egger
Wilhelm Emil Egger, in italiano Guglielmo Emilio Egger (Innsbruck, 14 maggio 1940 – Bolzano, 16 agosto 2008), è stato un vescovo cattolico italiano.

## Biografia
Nacque a Innsbruck, città capoluogo del Tirolo e sede dell'omonima amministrazione apostolica, il 14 maggio 1940 da genitori sudtirolesi lì trasferitisi in seguito alle opzioni in Alto Adige. Crebbe a Bergen, in Baviera.
Nel 1944 suo padre morì in guerra e Wilhelm, con la madre e il fratello gemello Kurt, si trasferì a Vipiteno. Cinque anni più tardi perse anche la madre.

### Formazione e ministero sacerdotale
Assieme al fratello frequentò il seminario Vinzentinum a Bressanone. All'età di 16 anni, il 29 agosto 1956, entrò nell'Ordine dei frati minori cappuccini.
Il 29 giugno 1965 fu ordinato presbitero, nella cattedrale di Bressanone, insieme al fratello gemello, dal vescovo Joseph Gargitter.
I suoi studi teologici lo portarono a viaggiare in Svizzera, a Roma e a Gerusalemme. A 32 anni promosse come dottore l'esegesi biblica, il che lo portò a diventare professore di Nuovo Testamento e di Filosofia teologica alla scuola superiore di Bressanone.

### Ministero episcopale
Il 29 luglio 1986 papa Giovanni Paolo II lo nominò vescovo di Bolzano-Bressanone; succedette a  Joseph Gargitter, dimessosi per motivi di salute. Il 31 agosto seguente ricevette l'ordinazione episcopale, nella cattedrale di Bressanone, dal suo predecessore Joseph Gargitter, co-consacranti Alessandro Maria Gottardi, arcivescovo metropolita di Trento, e Reinhold Stecher, vescovo di Innsbruck. Durante la stessa celebrazione prese possesso della diocesi.
Nel 1987 pubblicò in Svizzera la Methodenlehre zum Neuen Testament, opera tradotta poi in lingua italiana, spagnola e portoghese.
Fu delegato per l'ecumenismo nella Conferenza episcopale regionale Triveneta e presidente della commissione per la revisione della Bibbia cattolica tedesca.
Dal 28 luglio all'11 agosto 2008 accolse papa Benedetto XVI, giunto nella città episcopale di Bressanone per il suo periodo estivo di riposo.
Morì improvvisamente il 16 agosto 2008, all'età di 68 anni, a causa di un infarto che lo colse nella sua abitazione a Bolzano. Il funerale, presieduto dal patriarca di Venezia Angelo Scola e concelebrato da circa 40 vescovi provenienti da Italia, Austria, Baviera e Svizzera e più di 500 sacerdoti, si è tenuto il 21 agosto nel duomo di Bressanone, dove fu poi sepolto.

## Genealogia episcopale
La genealogia episcopale è:
- Cardinale Scipione Rebiba
- Cardinale Giulio Antonio Santori
- Cardinale Girolamo Bernerio, O.P.
- Arcivescovo Galeazzo Sanvitale
- Cardinale Ludovico Ludovisi
- Cardinale Luigi Caetani
- Cardinale Ulderico Carpegna
- Cardinale Paluzzo Paluzzi Altieri degli Albertoni
- Papa Benedetto XIII
- Papa Benedetto XIV
- Cardinale Enrico Enriquez
- Arcivescovo Manuel Quintano Bonifaz
- Cardinale Buenaventura Córdoba Espinosa de la Cerda
- Cardinale Giuseppe Maria Doria Pamphilj
- Papa Pio VIII
- Papa Pio IX
- Cardinale Alessandro Franchi
- Cardinale Giovanni Simeoni
- Cardinale Antonio Agliardi
- Cardinale Basilio Pompilj
- Cardinale Adeodato Piazza, O.C.D.
- Vescovo Joseph Gargitter
- Vescovo Wilhelm Egger

## Opere
- Primo approccio al Nuovo Testamento, Marietti Editore, 1980
- Metodologia del Nuovo Testamento: introduzione allo studio scientifico del Nuovo Testamento, Edizioni Dehoniane Bologna, 1989